# Siberut
Siberut é uma ilha localizada a 150 quilômetros a oeste de Sumatra, no Oceano Índico, que integra as ilhas Mentawai.